# Henry Thomas Dundas Le Vesconte
Henry Thomas Dundas Le Vesconte (Netherton, Devon; 1813 - Isla del Rey Guillermo, c. 1848) fue un marino inglés que sirvió en la Royal Navy. Fue el segundo teniente de John Franklin a bordo del HMS Erebus durante la expedición ártica de 1845, que pretendía cartografiar el Ártico canadiense y cruzar el paso del Noroeste.

## Primeros años
Nacido en Netherton, una pequeña localidad del condado de Devon (Inglaterra) en 1813. Era el único varón de los cuatro hijos de Sarah, de soltera Wills, y Henry Le Vesconte, comandante de la Royal Navy que había luchado como teniente en el HMS Jamaica en la primera batalla de Copenhague y más tarde recibió una mención de Horatio Nelson por la captura de seis cañoneros en la costa de St Valery. Con el mismo rango participó en la batalla de Trafalgar en 1805 en el HMS Naiad, alejado del principal escenario de combate, a las órdenes del capitán Thomas Dundas.
De ascendencia francesa, Henry Thomas Dundas Le Vesconte recibió el nombre de su padre y del oficial al mando de su padre en Trafalgar.

## Carrera naval
Siguió a su padre en la Royal Navy el 19 de mayo de 1829, uniéndose al Herald como voluntario de primera clase; más tarde pasó al Britannia el 22 de noviembre de 1831, y fue nombrado guardiamarina el 15 de marzo de 1832. Fue transferido a la fragata Endymion en diciembre de 1834, sirviendo en ella hasta 1836 bajo el mando del capitán Sir Samuel Roberts. Ganó su tenencia por "repetidos actos de conspicua gallardía", en el HMS Calliope en la primera guerra del Opio (1841), asistió a la destrucción de una batería de 20 cañones en la parte trasera de la isla de Anunghoy el 23 de febrero de 1841 y el 13 de marzo de 1841 sirvió en los botes en la captura de varias balsas y del último fuerte que protegía los accesos a Cantón. Fue empleado de forma similar en la captura de esa ciudad el 18 de marzo de 1841 y, durante la segunda serie de hostilidades contra ella, estuvo de nuevo comprometido en los barcos en la destrucción el 26 de mayo de toda la línea de defensas, que se extendía unas dos millas desde la factoría británica.
Como consecuencia de estas actuaciones fue ascendido al grado de teniente por comisión el 8 de junio de 1841. Sus nombramientos posteriores fueron: 16 de octubre de 1841 al Hyacinth bajo el mando del capitán George Goldsmith, en las Indias Orientales; 15 de junio de 1842, al Clio como primer teniente bajo el mando del capitán Edward Norwich Troubridge y desde el 30 de diciembre de 1842 bajo el mando del capitán James Fitzjames, con quien estuvo más de dos años empleado en la misma y frente a la costa de África en cruceros para reprimir el comercio de esclavos; desde el 17 de diciembre de 1844, como sénior, al Superb bajo el mando del capitán Armar Lowry Corry, adscrito a la escuadra del Canal.

## Expedición Franklin

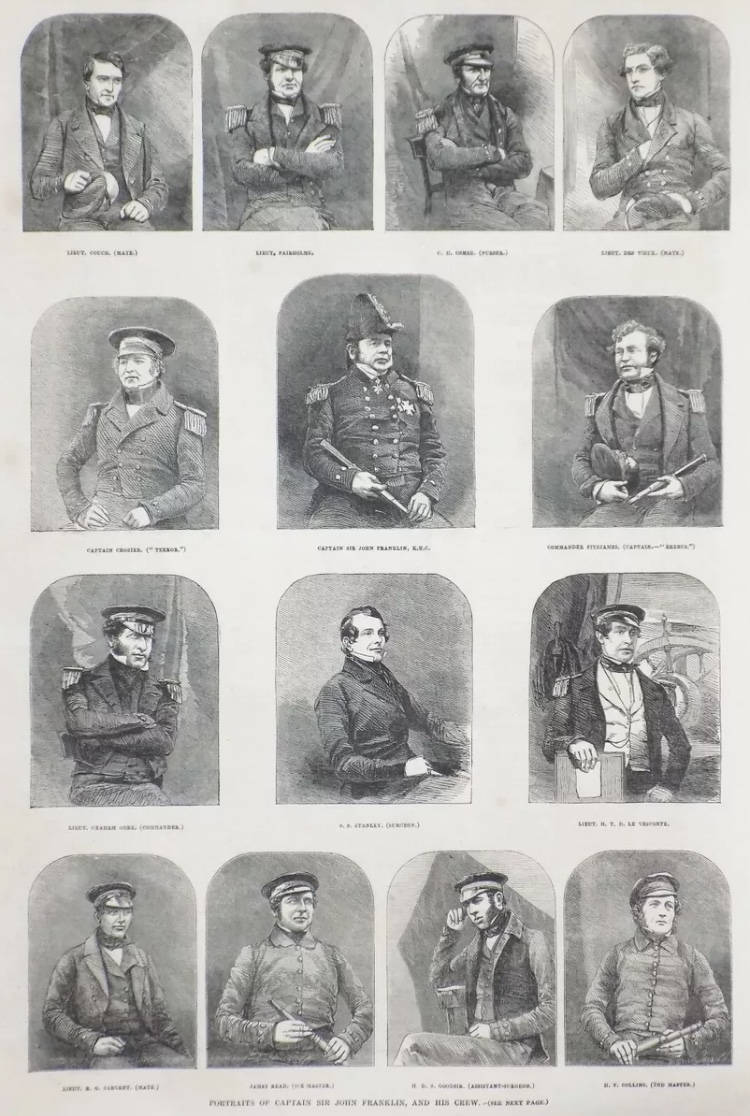
Daguerrotipo con los mandos de la expedición de John Franklin. Le Vesconte es el tercero de la tercera fila (dcha.).

Fitzjames recomendó el nombramiento de Le Vesconte en el buque descubridor HMS Erebus, al mando del capitán Sir John Franklin, al que se incorporó el 4 de marzo de 1845, mientras se preparaba para la expedición polar en el astillero de Woolwich y en el que participó en un nuevo intento de explorar el paso del Noroeste y llegar al estrecho de Bering. Fue uno de los doce oficiales de la Expedición Franklin que posaron para un daguerrotipo del fotógrafo Richard Beard en los muelles antes de zarpar.
La expedición zarpó de Greenhithe, en el condado de Kent, la mañana del 19 de mayo de 1845, con una tripulación de 24 oficiales y 110 hombres. Los barcos hicieron una breve escala en Stromness, en las Orcadas escocesas. Desde allí navegaron a Groenlandia con el HMS Rattler y un buque de transporte, el Baretto Junior, en una travesía que duró 30 días.
En las islas Whalefish de la bahía de Disko, en la costa occidental de Groenlandia, Le Vesconte desembarcó con su amigo James Fitzjames, quien dejó constancia de que Franklin estaba "muy satisfecho con él". Aquí se sacrificaron 10 bueyes transportados en el Baretto Junior para obtener carne fresca que se transfirió a los buques. Los miembros de la tripulación escribieron entonces sus últimas cartas a casa, en las que se hacía constar que Franklin había prohibido los juramentos y la embriaguez. Le Vesconte envió varias cartas y bocetos a casa mientras el Erebus navegaba hacia el norte, hacia la bahía de Baffin. A finales de julio de 1845, los balleneros Prince of Wales (capitán Dannett) y Enterprise (capitán Robert Martin) se encontraron con los navíos en la bahía de Baffin, donde esperaban buenas condiciones para cruzar el estrecho de Lancaster. La expedición nunca volvió a ser vista por los europeos.
Sólo se dispone de información limitada sobre los acontecimientos posteriores, reconstruida a lo largo de los 150 años siguientes por otras expediciones, exploradores, científicos y entrevistas con inuit. Los hombres de Franklin pasaron el invierno de 1845-1846 en la isla de Beechey, donde murieron y fueron enterrados tres miembros de la tripulación. Tras recorrer Peel Sound durante el verano de 1846, los dos buques quedaron atrapados en el hielo frente a la isla del Rey Guillermo en septiembre de 1846 y se cree que nunca volvieron a navegar. Es posible que Le Vesconte siguiera vivo hasta 1848, tal vez muriendo de hambre ese año con los últimos supervivientes de la tripulación.
En 1845 se entregó al Erebus un cronómetro de bolsillo con la marca "Parkinson & Frodsham 980", firmado por Le Vesconte. Fue hallado por el equipo del trineo de William R. Hobson, de la expedición de búsqueda de McClintock, el 24 de mayo de 1859 en el lugar donde se descubrió uno de los botes del barco, en la costa de la bahía de Erebus, en la isla del Rey Guillermo. Estaba situado cerca de un conjunto de restos humanos, en la posición que habría ocupado el bolsillo del pantalón del esqueleto.
Se le conmemora con dos puntos de tierra en el Ártico: Point Le Vesconte, en la costa suroeste de la isla Baillie-Hamilton, y otro con un nombre similar en la costa oeste de la isla Rey Guillermo.

### Última voluntad y testamento
Al jubilarse en 1834, su padre se había trasladado a Terranova, en Canadá, llevándose consigo a su mujer y a sus tres hijas. El testamento que redactó Henry Thomas Dundas Le Vesconte es inusual, ya que fue escrito, atestiguado y firmado a bordo del HMS Erebus el 15 de mayo de 1845, mientras se preparaba para zarpar con Franklin sólo cuatro días después. Los testigos fueron otros marineros del navío, el teniente James Walter Fairholme y el carpintero John Weekes. Finalmente se dio a conocer en 1854, año en el que se le declaró oficialmente fallecido. El testamento decía:

Yo, Henry Thos. Dundas Le Vesconte, teniente de la Marina Real, a punto de emprender un viaje de exploración por los mares polares, y deseoso de disponer de los bienes que me pertenezcan en caso de fallecimiento, hago este testamento solemne, y dejaba legados a su prima Henrietta Le Feuvre y a sus hermanas Rose Henrietta Le Vesconte, Charlotte Sarah Le Vesconte y Anna Maria Le Vesconte.

## Legado
Le Vesconte es uno de los desaparecidos que figuran en el monumento a Franklin erigido en Waterloo Place, en Londres, en 1866. Con la inscripción "Al gran navegante ártico y a sus valientes compañeros que sacrificaron sus vidas para completar el descubrimiento del Paso del Noroeste. A.D. 1847 - 8", su nombre figura en el zócalo del Erebus.
Aparece como personaje en la novela de 2007, The Terror de Dan Simmons, un relato ficticio de la expedición perdida de Franklin, así como en la adaptación televisiva de 2018, donde es interpretado por Declan Hannigan.

## Objetos y vestigios
El diario personal de Le Vesconte, escrito en retrospectiva de su estancia en la costa china a bordo de los HMS Calliope, Cornwallis y Clio, durante el periodo comprendido entre enero de 1841 y octubre de 1844, se encuentra en la colección del Museo Marítimo Nacional.
Mientras exploraba la península Boothia en 1854, la expedición de búsqueda liderada por John Rae entró en contacto con los inuit locales en la bahía Repulse, de quienes obtuvo mucha información sobre el destino de la expedición de Franklin. Del mismo grupo de inuit, Rae recuperó cuatro tenedores de mesa que habían sido propiedad de Le Vesconte. Cuando en marzo de 1859 Francis McClintock y su expedición encontraron un grupo de inuit en el cabo Victoria, recuperaron una cuchara de postre que también había pertenecido a Le Vesconte. En mayo de 1859 encontraron una cuchara similar en el barco del Boat Place. Éstas también se encuentran en la colección del Museo Marítimo Nacional.
Entre 1859 y 1949, se descubrieron en la isla del Rey Guillermo restos óseos de al menos 30 individuos, la mayoría de los cuales fueron enterrados en el lugar. En 1869, el explorador estadounidense Charles Francis Hall fue llevado por los inuit locales a una fosa poco profunda de la isla que contenía restos óseos bien conservados y fragmentos de ropa. Estos restos fueron repatriados e inhumados bajo el monumento a Franklin en el Old Royal Naval College de Greenwich (Londres). Se pensó que los restos eran de un oficial debido a los restos de un chaleco de seda con el que se había vestido el cuerpo y un empaste dental de oro. Tras el examen de los restos por el eminente biólogo Thomas Henry Huxley, el Almirantazgo concluyó que los restos eran de Henry Le Vesconte, teniente del HMS Erebus.
Un examen posterior realizado en 2009 del "esqueleto bien conservado y bastante completo de un varón adulto joven de ascendencia europea" incluyó una reconstrucción facial que mostraba un "excelente ajuste" con el rostro de Harry Goodsir, el asistente cirujano del Erebus, tal y como aparecía retratado en su daguerrotipo de 1845. Los datos de isótopos de estroncio y oxígeno del esmalte dental concordaban con una crianza en el este de Escocia, pero no con la del teniente Le Vesconte en el suroeste de Inglaterra. Otra pista que sugería que podría tratarse de los restos de Goodsir era un empaste de oro en un diente premolar, inusual en aquella época. La familia de Goodsir tenía amistad con Robert Nasmyth, un dentista de Edimburgo con reputación internacional por ese tipo de trabajos. El hermano de Harry, John, había sido aprendiz de dentista de Nasmyth. El análisis de los huesos sugiere que la muerte fue causada por un diente infectado.
Según los análisis de ADN con descendientes vivos, el esqueleto de un oficial hallado en la isla del Rey Guillermo (muestra NhLh-12:18) no pertenece a Le Vesconte.